# انتفاضة بريدة 1995
انتفاضة بريدة هي احتجاجات ومظاهرات واعتصامات قادها أنصار ومؤيدوا ورموز تيار الصحوة في مدينة بريدة عاصمة منطقة القصيم في الفترة الممتدة من 16 أغسطس حتى 19 أغسطس من العام 1995 اعتراضاً على اعتقال الشيخ سلمان العودة والشيخ سفر الحوالي واعتراضاً على الوجود العسكري الأمريكي في السعودية.

## أماكن التجمعات
حدثت التجمعات والمظاهرات أمام مبنى إمارة القصيم حيث يتواجد الحاكم الإداري للقصيم الأمير فيصل بن بندر بن عبد العزيز آل سعود، ثم توجهوا للاعتصام في مسجد حي الصفراء في بريدة وإمتلأ المسجد والشوارع المحيطة به بالمعتصمين.

## اشتباكات واعتقالات
اعتقل العشرات من بينهم الشيخ حمود بن عقلا الشعيبي وسليمان الرشودي وكانت إحدى السيارات المدنية التابعة لأحد أفراد المباحث العامة السعودية تحوم حول مكان الأعتصام فقام الشيخ رميان الرميان بصدم سيارة المباحث بسيارته وأُعتقل الشيخ رميان الرميان بعد هذه الحادثة.